# アダモロベ手話
アダモロベ手話（Adamorobe Sign Language、略称: AdaSL）は、ガーナ東部のアカン族の村、アダモロベで使われている、自然発生的に誕生した独自の手話である。この手話の使用者数は、聴覚障害者（ろう者）30人と健常者1,370人となっている。エスノローグによれば使用者数は耳の聞こえる者も含め3,400人となっているが、近年の調査では1,400人ほどとなっている。

## 概説
アダモロベは、遺伝的な言語習得前の重度の難聴（遺伝的に劣性の常染色体によるもの）が、全人口の2%という非常に高い割合で現れることで知られる。エスノローグによれば聴覚障害者の割合は15%となっている。過去にはこの割合は60%にも達したと考えられる。こうしたことから、ろう者は地域社会で完全に受け入れられ、ろう者同士やろう者と健常者との間の意思疎通のために、アカン語とは独立した文法を持つ、身振り手振りなどによる手話が発生した。住民はかつてろう者が村にいなかったことはないと語っている。
アダモロベ手話はこの環境の中から自然発生した視覚言語であり、ガーナの標準的な手話であるガーナ手話（アメリカ手話から形成されたもの）とは完全に独立している。アダモロベ手話は身振り手振りや韻律的動作を西アフリカの他の手話とも共有しているが、この共通性は発生的な関係からきたものというより、この地域には身振り手振りに共通したものがあることからきていることが示唆されている。アダモロベ手話は、より大きなろう者共同体の手話とは異なる特徴をいくつも持つ。たとえば動作や位置の表現において分類詞の構造を欠いている。その代り、アダモロベ手話にはいくつかの動詞連続構造がみられる。この構造はアカン族の言語・アカン語にもみられるが、これは「西アフリカ一帯の市場に広く見られる交易用の身振り手振りによる動作が影響した」とされる。こうしたことから、アダモロベ手話は交差言語的手話に関する興味深い事例となっている。
しかし、アダモロベの村の耳の聞こえない子供たちは、マンポン＝アクアペン（Mampong-Akuapem、Mampong Akwapim）の寄宿制学校に行ってアメリカ手話をもとにしたガーナ手話の教育を受けている。結果としてガーナ手話が第一言語となり始め、アダモロベ手話の役割は消えつつあるため、アダモロベ手話は絶滅が危惧される言語となっている。